# Theroscopus arcticus
Theroscopus arcticus là một loài tò vò trong họ Ichneumonidae.